# Csáky-kastély (Váralmás)
A Csáky-kastély műemlék épület Romániában, Szilágy megyében. A romániai műemlékek jegyzékében az  SJ-II-m-B-05010.01 sorszámon szerepel.